# Střední Předměstí
Střední Předměstí (dříve Prostřední Předměstí) je část okresního města Trutnov. Jedná se o nejstarší trutnovské předměstí, založené v roce 1531 u Střední brány. Jak bývalo zvykem, dostávala předměstí název po bráně, kterou se na předměstí z města vyjíždělo. Prochází zde silnice I/14 a silnice I/16. V roce 2009 zde bylo evidováno 833 adres. V roce 2001 zde trvale žilo 6798 obyvatel. Střední Předměstí, i když nemá nejvíc obyvatel, má nejvíce čísel popisných v Trutnově – přes 1000.
Na Středním Předměstí se nacházejí např. trutnovské čtvrti Červený Kopec, Česká čtvrť (západní část) Humlův Kopec, Křižík, Nivy a Šestidomí.
Střední Předměstí leží v katastrálním území Trutnov o výměře 11,15 km2.